# Polemó II
Polemó II (en llatí Marcus Antonius Polemon Pythodoros, en grec antic Μάρκος Ἀντώνιος Πολέμων Πυθόδωρος) fou rei del Pont i del Bòsfor.
Sobre l'any 1 aC va succeir al seu pare Polemó I sota regència de la seva mare Pitodoris que de fet va exercir el poder i el va deixar a ell només com auxiliar i com a administrador dels seus dominis. L'any 39 Calígula li va donar les insígnies reials com a rei del Pont i del Bòsfor. L'any 41 Claudi va cedir el Regne del Bòsfor a Claudi Mitridates però va donar a Polemó II una part de Cilícia, segons Cassi Dió.
Sembla que era un home de caràcter feble i el 48 va adoptar la religió jueva sota influència de Berenice, la viuda d'Herodes rei de Calcis, amb la qual es va casar, però com que el matrimoni per part de Berenice era de conveniència, només per amagar els ses amors il·lícits, es va dissoldre i Polemó va abandonar la religió jueva. L'any 62 Neró el va obligar a abdicar com a rei del Pont que va ser incorporat com a província romana. Va fundar la ciutat de Polemonium de l'Euxí.